# Universidad de Murcia
La Universidad de Murcia (UM) es una universidad pública española ubicada en la Región de Murcia (España). Sus centros se encuentran distribuidos en cinco campus. Fue fundada originalmente en 1272 bajo la corona de Castilla y posteriormente en 1915. Tiene más de 34.000 alumnos y es una universidad con reconocimiento a nivel nacional e internacional. Pertenece al programa Campus de Excelencia Internacional en el proyecto "Campus Mare Nostrum" junto a la Universidad Politécnica de Cartagena.

## Historia
Los orígenes de la Universidad de Murcia siempre se han buscado en diversas instituciones docentes medievales que se fundaron tras la conquista de Murcia, tales como la Escuela de Murcia, un studium arabicum dirigido por Al-Ricotí fundado por Alfonso X de Castilla en 1269, o el studium solemne de los dominicos, una escuela conventual que se aplicó al estudio de las lenguas orientales, escrituras y la teología tras la fundación del Convento de Santo Domingo en 1272, que se considera antecedente de un studium generale.
Con posterioridad, las instituciones docentes más importantes de la ciudad y el Reino de Murcia serían el Colegio de San Esteban (fundado en 1555 por el obispo Esteban de Almeyda) y el Seminario Mayor de San Fulgencio fundado en 1592 por el obispo Sancho Dávila Toledo, donde estudiaron importantes personalidades como el Conde de Floridablanca o Diego Clemencín. Además de que destacados eruditos llegaron a ser docentes como Salvador Jacinto Polo de Medina y Francisco Cascales. Esta institución, durante el episcopado de Rubín de Celis (1773-1784) obtuvo del estado el privilegio de otorgar títulos superiores basándose en la inexistencia de Universidad en el reino de Murcia y abrirlo así a los laicos.
Sin embargo, los primeros intentos de establecer la Universidad de Murcia como tal corresponden al siglo XIX. El primero fue la Universidad Literaria creada en 1840. Este centro superior que incluía estudios de Leyes, Medicina y Filosofía (con ciencias auxiliares) apenas funcionó durante un curso. El siguiente intento sería la llamada Universidad Libre de Murcia que estuvo activa durante cuatro cursos académicos (de 1869-1870 a 1873-1874) en la que impartieron enseñanzas de Derecho, Filosofía y Ciencias. Estas universidades dependieron siempre de la Diputación Provincial de Murcia pero fueron académicamente tuteladas en todo momento por el Instituto Provincial, cuyo edificio les sirvió de sede.
La fundación definitiva de la Universidad de Murcia llegó a finales de 1914 inaugurándose su primera sede en el Instituto Provincial en 1915. En 1920 pasó a ocupar el edificio de las Escuelas Graduadas del Carmen, época en la que fueron profesores del centro Jorge Guillén, María Moliner y Mariano Ruiz-Funes, trasladándose en 1935 al Colegio de los Maristas, antiguo convento de la Merced, siendo el origen del Campus de la Merced.
Tras la posguerra fueron profesores en la misma Enrique Tierno Galván, Manuel Muñoz Cortés y Dictinio de Castillo.

## Símbolos

### Escudo
El primer escudo de la Universidad de Murcia dispuesto de forma circular presentaba: Su fecha de fundación de 1915(MCMXV); el escudo de Murcia tal y como fue otorgado a la ciudad por el Rey Alfonso X de Castilla con cinco coronas dentro de un corazón rematado por una corona real; el lema «NOBILIS, PULCHRA, DIVES» («Noble, pulcra y opima»); su nombre de «Universidad Literaria de Murcia». Presentaba de fondo, el escudo cuatripalado en referencia a la conquista de Murcia por el Rey Jaime I de Aragón.
En 1939 el escudo se modificó, pasó a ser ovalado y presidido por la figura sedente de Alfonso X de Castilla sosteniendo en la mano diestra el cetro y en la siniestra el código de las Siete Partidas flanqueada por los escudos de las dos ciudades capitales de provincia del antiguo Reino de Murcia: A diestra Murcia y a siniestra Albacete. Apareció también en su denominación latina, UNIVERSITAS STUDIORUM MURCIANA y se produjo una sustitución en el año por el de 1272 (ANNO MCCLXXII) que tradicionalmente se ha aceptado como la de la fundación del primer estudio en la ciudad de Murcia ya que el 6 de abril de dicho año fue la fecha en la que el Rey Alfonso X de Castilla firma la concesión de terrenos y edificios a los dominicos para que construyeran un convento y estudio.
En 1982, con la incorporación de Albacete y su provincia a Castilla-La Mancha, se cambió el escudo de esta ciudad por el sello de Alfonso X de Castilla. Por otra parte, se modificó su forma oval adoptando un diseño circular y se rediseñaron los emblemas del territorio, del monarca y la figura del trono añadiéndose los arcos alfonsinos como fondo.

### Colores
El color corporativo de la Universidad de Murcia es el color carmesí definido por el Pantone 187. Como color complementario se utiliza el color gris plomo, definido por el Pantone Cool Grey 11.

## Comisarios regios y rectores
| Comisarios regios                       | Inicio de mandato     | Fin de mandato       |
| --------------------------------------- | --------------------- | -------------------- |
| Andrés Baquero.                         | 7 de octubre de 1915. | 7 de enero de 1916.  |
| Vicente Llovera Codorníu.               | 24 de enero de 1916.  | 23 de abril de 1918. |
| José Loustau y Gómez de la Membrillera. | abril de 1918.        | junio de 1918.       |
| Rectores                                | Inicio de mandato     | Fin de mandato       |
| José Loustau y Gómez de la Membrillera. | 8 de junio de 1918.   | 28 de abril de 1929. |
| Recaredo Fernández de Velasco y Calvo.  | 28 de abril de 1929.  | 7 de abril de 1930.  |
| José Loustau y Gómez de la Membrillera  | 7 de abril de 1930.   | noviembre de 1936.   |
| Laureano Sánchez Gallego.               | noviembre de 1936.    | noviembre de 1937.   |
| Manuel Pérez Xambó.                     | noviembre de 1937.    | marzo de 1939.       |
| Jesús Mérida Pérez.                     | 1 de abril de 1939.   | 18 de marzo de 1944. |
| Manuel Batlle Vázquez.                  | 18 de marzo de 1944.  | 1 de agosto de 1975. |
| Francisco Sabater García.               | 1 de agosto de 1975.  | 22 de julio de 1980. |
| José Antonio Lozano Teruel.             | 22 de julio de 1980.  | 28 de junio de 1984. |
| Antonio Soler Andrés.                   | 28 de junio de 1984.  | 12 de junio de 1990. |
| Juan Roca Guillamón.                    | 12 de junio de 1990.  | 4 de junio de 1994.  |
| Juan Monreal Martínez.                  | 4 de junio de 1994.   | 3 de abril de 1998.  |
| José Ballesta Germán.                   | 3 de abril de 1998.   | 27 de marzo de 2006. |
| José Antonio Cobacho Gómez.             | 27 de marzo de 2006.  | 14 de abril de 2014. |
| José Orihuela Calatayud.                | 20 de mayo de 2014.   | 17 de abril de 2018  |
| José Luján Alcaraz.                     | 17 de abril de 2018.  |                      |

## Doctoreshonoris causa
El elenco de Doctorado honoris causa de la Universidad de Murcia iniciado en 1977 con la primera investidura está conformado por más de una treintena destacadas personalidades del mundo de las ciencias y las artes entre las que se encuentran Antonio López García, Ernesto Sabato, Mario Vargas Llosa, Manuel Albaladejo y Plácido Domingo.

## Campus

### Campus de La Merced

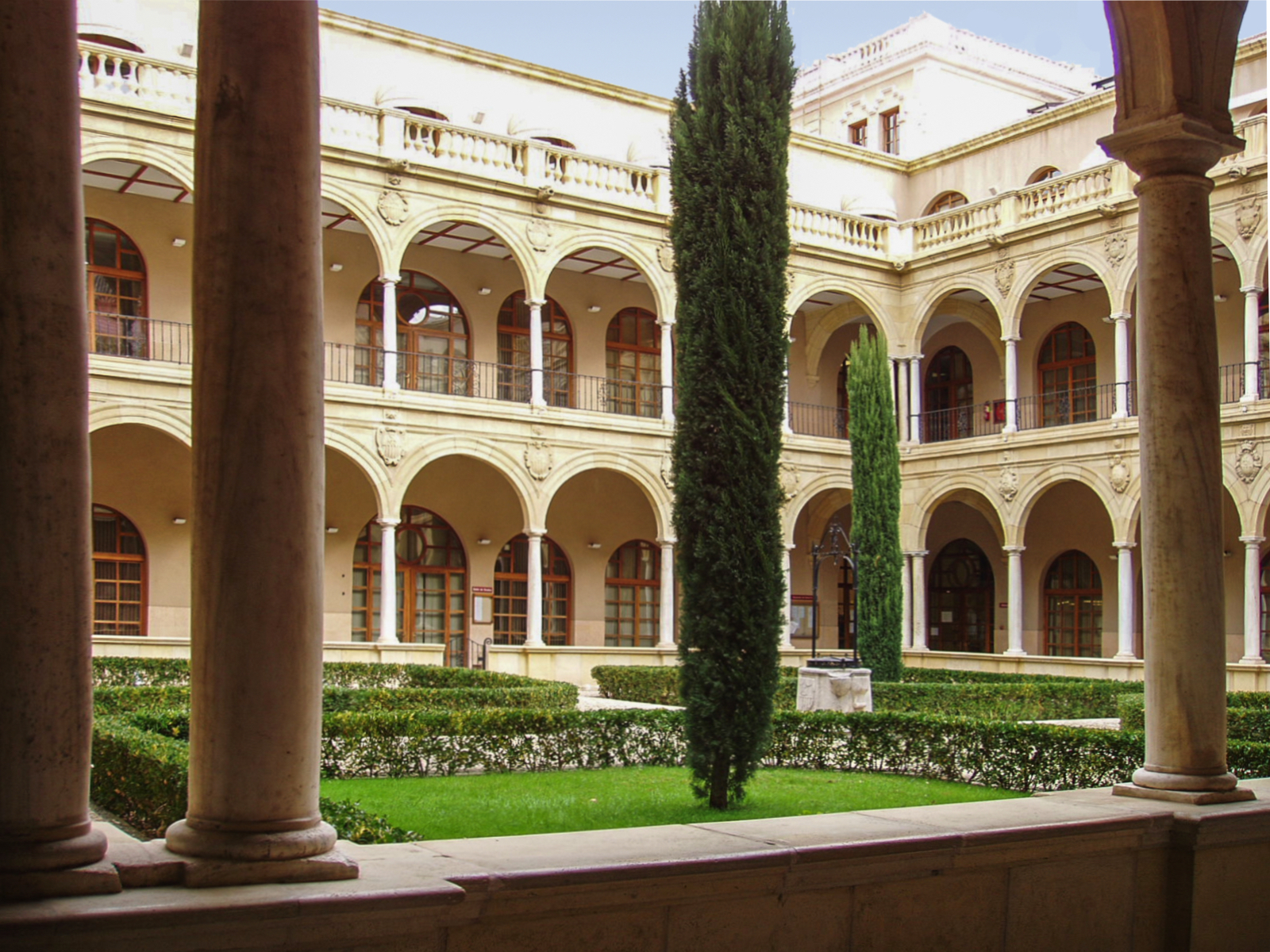
Claustro de la Facultad de Derecho.

Históricamente el primer campus situado en el centro de la ciudad de Murcia entre las calles Obispo Frutos, Doctor Fleming y Santo Cristo. En él se encuentran la Facultad de Derecho y la Facultad de Letras.
También se sitúa allí la Biblioteca Antonio de Nebrija, el Paraninfo y una oficina del Servicio de Información Universitaria(SIU).

### Campus de Espinardo

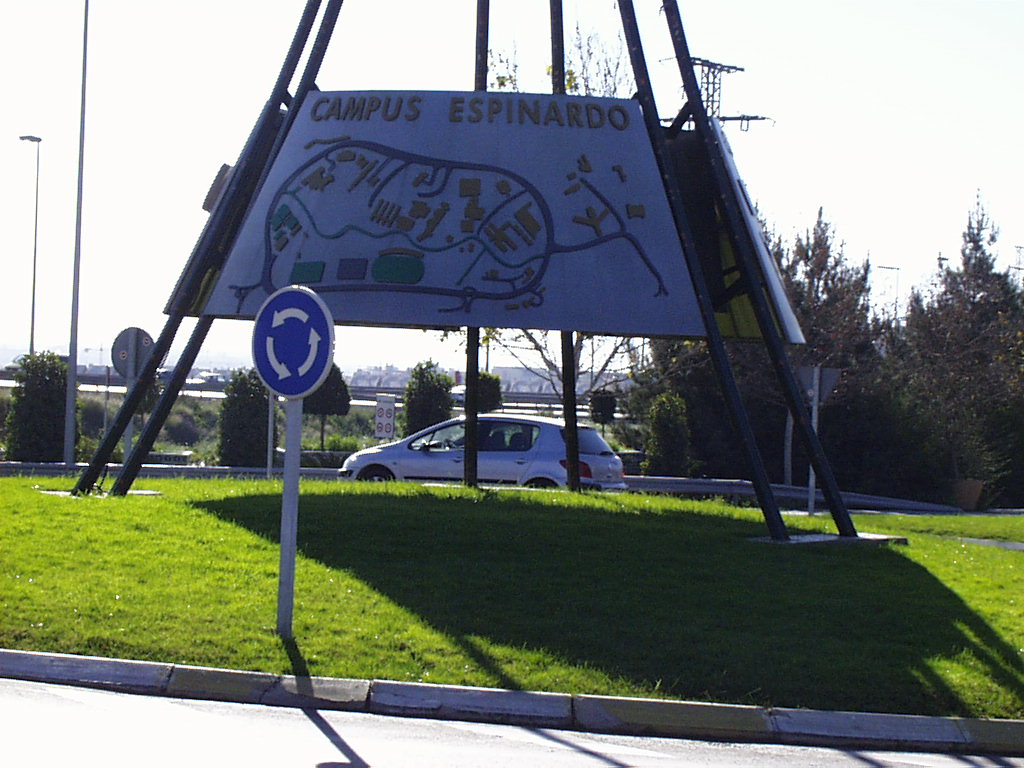
Entrada del Campus de Espinardo.

El campus más grande situado al norte del municipio de Murcia, cerca del barrio de Espinardo en territorio de la pedanía de El Puntal. Se llega a él a través de la autovía A-30 o bien por la Avenida de Juan Carlos I.
En él se encuentran la Facultad de Química, la Facultad de Bellas Artes, la Facultad de Biología, la Facultad de Ciencias del Trabajo, la Facultad de Comunicación y Documentación, la Facultad de Economía y Empresa, la Facultad de Educación, la Facultad de Filosofía, la Facultad de Informática, la Facultad de Matemáticas, la Facultad de Medicina, la Facultad de Psicología, la Facultad de Química y la Facultad de Veterinaria así como la Escuela Universitaria de Osteopatía.
Además cuenta con varias instalaciones deportivas, un campo de fútbol 11, un campo de fútbol 7 y uno de fútbol 5. También dotado con una piscina cubierta, una pista de pádel, varias pistas de baloncesto, 2 pistas de tenis, 5 pistas de fútbol sala aparte de 2 gimnasios, un campo de rugby y una pista de atletismo que rodea este último, a disposición de cualquier persona que las reserve con identificación de la UMU. A su vez dispone del edificio del Centro de Edafología y Biología Aplicada del Segura(CEBAS), el Centro Social Universitario(CSU), el Centro de Investigación en Óptica Biofotónica y Nanofísica, el edificio de ÁTICA, el Hospital Veterinario y la Biblioteca General entre otras muchas instalaciones.
Respecto al transporte público que comunica al campus con la ciudad de Murcia cabe destacar al tranvía y TMP Murcia. El primero de ellos recorre el campus con una frecuencia de 10 minutos con un tiempo de desplazamiento máximo hasta el centro de Murcia de 25 minutos aproximadamente. El precio no es elevado y existen bonos especiales para los estudiantes. TMP Murcia, empresa de transporte público de viajeros entre Murcia y pedanías posee una línea de transporte exclusiva que comunica Murcia y el campus. Esta es la número 39, existiendo tres variaciones en su recorrido y sale con un frecuencia de 20 minutos desde Murcia hacia el campus y viceversa. En referencia al precio, está a la par que el tranvía y con disponibilidad de bonos igualmente.
El campus consta de tres aularios: Aulario General (Facultad de Matemáticas), Aulario Norte y Aulario Giner de los Ríos. En estos tres aularios, la mayoría de estudiantes de la Región realizan las pruebas de acceso a la universidad aunque también sirven como sedes de dichas pruebas las ciudades de Cartagena, Lorca, Cieza, Caravaca de la Cruz y Yecla.
En febrero de 2014, la Universidad de Murcia instaló barreras automáticas en los accesos al Campus de Espinardo que no intervienen en el horario lectivo sino que se activarán en horario nocturno(desde las 00:00 hasta las 6:00)debido a los numerosos hurtos ocurridos. Para mantener la seguridad, las cámaras leerán las matrículas de los coches para un posible control posterior.

### Campus de Ciencias de la Salud
Situado en el suroeste del municipio de Murcia, enfrente del Hospital Clínico Universitario Virgen de la Arrixaca. En él se encuentra el Pabellón Docente Virgen de la Arrixaca(PUVA) donde se imparten, principalmente, las clases, seminarios y talleres de la titulación de Medicina desde el 3.er hasta 6.º curso. Las aulas del mismo sirven también para impartir clases de las titulaciones de Enfermería, Bioquímica, Odontología, Farmacia y Fisioterapia. 
En su interior se hallan:
- Aulas docentes repartidas en dos plantas(planta 0 y -.1)para impartir las clases
- Delegación de alumnos.
- Biblioteca de dos plantas(plantas 1 y 2).
- Aulas de Habilidades y Prácticas Clínicas.
- Departamentos y áreas de conocimiento.
- Aula de Libre Acceso(ALA) de ordenadores: ALA Paloma.
- Vestuarios y pasadizo de comunicación con el Hospital Clínico Universitario Virgen de la Arrixaca.
- Cafetería y salón de actos.

Respecto al transporte público que comunica al campus con el centro de la ciudad cabe destacar TMP Murcia. TMP Murcia, empresa de transporte público urbano de Murcia, posee una línea de transporte exclusiva que comunica el centro de Murcia y el campus. Esta es la número 26C, sale con un frecuencia de unos 30 minutos en hora punta desde la Plaza Circular hacia el campus y viceversa. También la línea 26A que va desde la Plaza Circular hasta el Hospital Virgen de la Arrixaca, con una frecuencia de 15 minutos durante todo el día. El precio no es elevado y existen bonos especiales para los estudiantes y el Bono Tricolor.

### Campus de Ciencias del Deporte (San Javier)
Situado en el municipio de San Javier a orillas del Mar Menor. En él se encuentra ubicada la Facultad de Ciencias del Deporte y se imparten las enseñanzas relacionadas con el deporte como el Grado en Ciencias de la Actividad Física y del Deporte.

### Campus de Lorca
Situado en el municipio de Lorca. En él se encuentra ubicada la Facultad de Ciencias Sociosanitarias donde se imparten el Grado de Enfermería y el Grado en Nutrición Humana y Dietética.

## Centros
La Universidad de Murcia está conformada por facultades y escuelas universitarias, teniendo carácter propio las facultades y adscrito las escuelas universitarias.

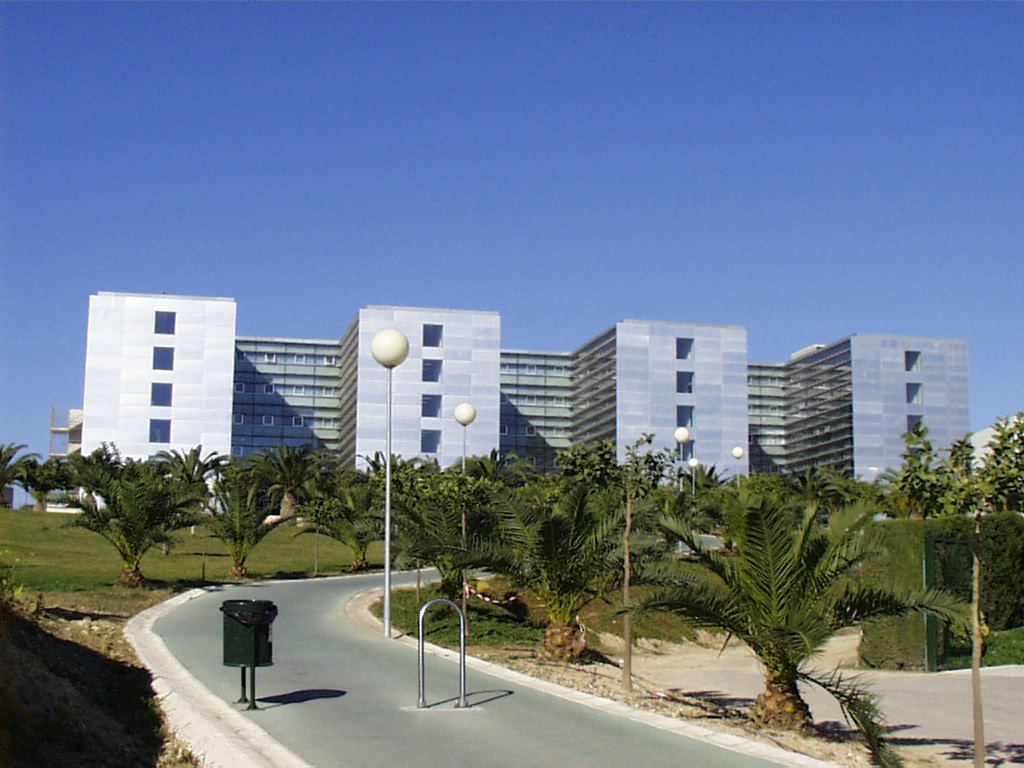
Facultad de Economía de Empresa.

### Facultades
- Facultad de Bellas Artes.
- Facultad de Biología.
- Facultad de Ciencias del Deporte.
- Facultad de Ciencias del Trabajo.
- Facultad de Ciencias Sociosanitarias.
- Facultad de Comunicación y Documentación.
- Facultad de Derecho.
- Facultad de Economía y Empresa.
- Facultad de Educación.
- Facultad de Enfermería.
- Facultad de Filosofía.
- Facultad de Informática.
- Facultad de Letras.
- Facultad de Matemáticas.
- Facultad de Medicina.
- Facultad de Óptica y Optometría.[54]
- Facultad de Psicología.
- Facultad de Química.
- Facultad de Trabajo Social.
- Facultad de Veterinaria.

### Escuelas universitarias

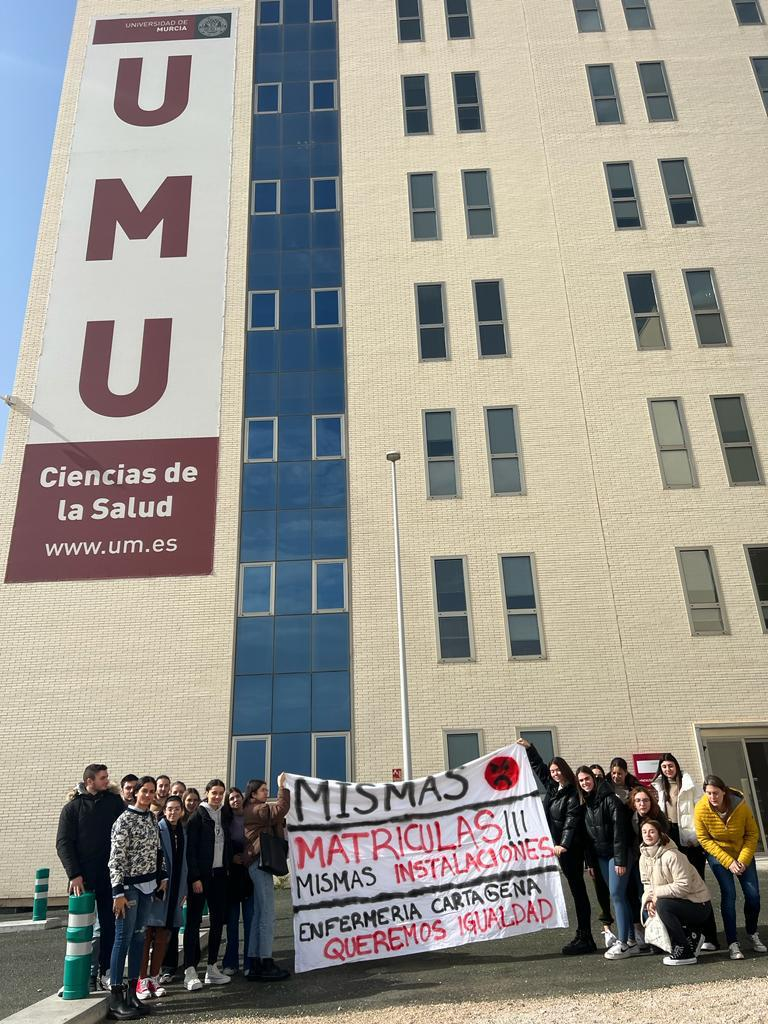
Los alumnos de la Escuela de Enfermería de Cartagena se manifiestan en el nuevo edificio de ciencias de la Salud de Murcia

- Escuela Universitaria de Osteopatía. Centro adscrito.
- Escuela Universitaria de Turismo de Murcia. Centro adscrito.
- Escuela Universitaria de Enfermería de Cartagena. Centro adscrito. Titularidad de la comunidad autónoma. Situado en el Hospital Santa María del Rosell de la ciudad de Cartagena. Los estudiantes de enfermería de Cartagena carecen de las instalaciones que tienen en otras facultades, lo que ha llevado a protestas reclamando un edificio propio para la escuela.
- Instituto Superior de Enseñanzas(ISEN) Formación Universitaria en Cartagena. Centro adscrito. Imparte los grados en Relaciones laborales y Recursos humanos, Educación Infantil y Educación Primaria. Además, el último curso de la Diplomatura en Relaciones Laborales como se sabe en fase de extinción y el Itinerario de Adaptación al Grado en Relaciones Laborales y Recursos Humanos para los titulados en Relaciones Laborales o Graduado Social.

## Oferta de estudios

### Grados
Actualmente en 2020, la Universidad de Murcia oferta un total de 56 grados y 9 Dobles Títulos con Itinerario Específico (DTIE, previamente llamados PCEO):
| Facultad/Centro Docente                  | Titulación                                                        | Titulación                                                                                            | Plazas (2023-2024)      | Sede de estudios                                                                |
| ---------------------------------------- | ----------------------------------------------------------------- | --- | ----------------------- | ------------------------------------------------------------------------------- |
| Escuela Universitaria de Enfermería      |                                                                   | Grado en Enfermería                                                                                   | 50                      | Centro adscrito de Cartagena                                                    |
| Facultad de Bellas Artes                 |                                                                   | Grado en Bellas Artes                                                                                 | 100                     | Campus de Espinardo                                                             |
| Facultad de Biología                     |                                                                   | Grado en Biología                                                                                     | 100                     | Campus de Espinardo                                                             |
| Facultad de Biología                     | Grado en Biotecnología                                            | 50 |                         | Campus de Espinardo                                                             |
| Facultad de Biología                     | Grado en Ciencias Ambientales                                     | 60 |                         | Campus de Espinardo                                                             |
| Facultad de Ciencias del Deporte         |                                                                   | Grado en Ciencias de la Actividad Física y el Deporte                                                 | 100                     | Campus Universitario de San Javier                                              |
| Facultad de Ciencias del Deporte         |                                                                   | DTIE de Grado en Ciencias de la Actividad Física y el Deporte + Grado en Nutrición Humana y Dietética | 20                      | Campus Universitario de San Javier Campus Universitario de Lorca                |
| Facultad de Ciencias del Deporte         |                                                                   | DTIE de Grado en Ciencias de la Actividad Física y el Deporte + Grado en Nutrición Humana y Dietética | 20                      | Campus Universitario de San Javier Campus Universitario de Lorca                |
| Facultad de Ciencias del Trabajo         |                                                                   | Grado en Relaciones Laborales y Recursos Humanos                                                      | 250                     | Campus de Espinardo                                                             |
| Facultad de Ciencias Sociosanitarias     |                                                                   | Grado en Enfermería                                                                                   | 70                      | Sede de Lorca                                                                   |
| Facultad de Ciencias Sociosanitarias     |                                                                   | Grado en Nutrición Humana y Dietética                                                                 | 60                      | Sede de Lorca                                                                   |
| Facultad de Comunicación y Documentación |                                                                   | Grado en Comunicación Audiovisual                                                                     | 60                      | Campus de Espinardo.                                                            |
| Facultad de Comunicación y Documentación |                                                                   | Grado en Gestión de Información y Contenidos Digitales                                                | 50                      | Campus de Espinardo.                                                            |
| Facultad de Comunicación y Documentación |                                                                   | Grado en Periodismo                                                                                   | 85                      | Campus de Espinardo.                                                            |
| Facultad de Comunicación y Documentación | Grado en Publicidad y Relaciones Públicas                         | 85 |                         | Campus de Espinardo.                                                            |
| Facultad de Derecho                      |                                                                   | Grado en Derecho                                                                                      | 370                     | Campus de La Merced                                                             |
| Facultad de Derecho                      | Grado en Ciencia Política y Gestión Pública                       | 70 | Edificio Rector Sabater |                                                                                 |
| Facultad de Derecho                      |                                                                   | Grado en Criminología                                                                                 | Edificio Rector Sabater | 55                                                                              |
| Facultad de Derecho                      |                                                                   | DTIE de Grado en Administración y Dirección de Empresas + Grado en Derecho.                           | 90                      | Campus de Espinardo Campus de La Merced                                         |
| Facultad de Derecho                      |                                                                   | DTIE de Grado en Administración y Dirección de Empresas + Grado en Derecho.                           | 90                      | Campus de Espinardo Campus de La Merced                                         |
| Facultad de Derecho                      |                                                                   | DTIE de Grado en Criminología + Grado en Seguridad                                                    | 25                      | Campus de La Merced Edificio Rector Sabater Edificio Saavedra Fajardo           |
| Facultad de Derecho                      |                                                                   | DTIE de Grado en Criminología + Grado en Seguridad                                                    | 25                      | Campus de La Merced Edificio Rector Sabater Edificio Saavedra Fajardo           |
| Facultad de Economía y Empresa           |                                                                   | Grado en Administración y Dirección de Empresas                                                       | 415                     | Campus de Espinardo                                                             |
| Facultad de Economía y Empresa           | Grado en Economía                                                 | 140                                                                                                   |                         | Campus de Espinardo                                                             |
| Facultad de Economía y Empresa           | Grado en Marketing                                                | 70 |                         | Campus de Espinardo                                                             |
| Facultad de Economía y Empresa           | Grado en Sociología                                               | 70 |                         | Campus de Espinardo                                                             |
| Facultad de Educación                    |                                                                   | Grado en Educación Infantil                                                                           | 120                     | Campus de Espinardo                                                             |
| Facultad de Educación                    | Grado en Educación Primaria                                       | 360                                                                                                   |                         | Campus de Espinardo                                                             |
| Facultad de Educación                    | Grado en Educación Social                                         | 120                                                                                                   |                         | Campus de Espinardo                                                             |
| Facultad de Educación                    | Grado en Pedagogía                                                | 120                                                                                                   |                         | Campus de Espinardo                                                             |
| Facultad de Educación                    | DTIE de Grado en Educación Infantil + Grado en Educación Primaria | 60 |                         | Campus de Espinardo                                                             |
| Facultad de Educación                    |                                                                   | DTIE de Grado en Educación Primaria + Grado en Ciencias de la Actividad Física y el Deporte           | 70                      | Campus de Espinardo Campus Universitario de San Javier                          |
| Facultad de Educación                    |                                                                   | DTIE de Grado en Educación Primaria + Grado en Ciencias de la Actividad Física y el Deporte           | 70                      | Campus de Espinardo Campus Universitario de San Javier                          |
| Facultad de Enfermería                   |                                                                   | Grado en Enfermería                                                                                   | 200                     | Campus de Espinardo                                                             |
| Facultad de Filosofía                    |                                                                   | Grado en Filosofía                                                                                    | 60                      | Campus de Espinardo                                                             |
| Facultad de Informática                  |                                                                   | Grado en Ingeniería Informática                                                                       | 240                     | Campus de Espinardo                                                             |
| Facultad de Informática                  |                                                                   | Grado en Ciencia e Ingeniería de Datos                                                                | 40                      | Campus de Espinardo                                                             |
| Facultad de Letras                       |                                                                   | Grado en Estudios Ingleses                                                                            | 140                     | Campus de La Merced                                                             |
| Facultad de Letras                       | Grado en Estudios Franceses                                       | 60 |                         | Campus de La Merced                                                             |
| Facultad de Letras                       | Grado en Filología Clásica                                        | 60 |                         | Campus de La Merced                                                             |
| Facultad de Letras                       | Grado en Ciencia y Tecnología Geográficas                         | 35 |                         | Campus de La Merced                                                             |
| Facultad de Letras                       | Grado en Historia                                                 | 140                                                                                                   |                         | Campus de La Merced                                                             |
| Facultad de Letras                       | Grado en Historia del Arte                                        | 110                                                                                                   |                         | Campus de La Merced                                                             |
| Facultad de Letras                       | Grado en Lengua y Literatura Españolas                            | 140                                                                                                   |                         | Campus de La Merced                                                             |
| Facultad de Letras                       | Grado en Traducción e Interpretación                              | 100                                                                                                   |                         | Campus de La Merced                                                             |
| Facultad de Matemáticas                  |                                                                   | Grado en Matemáticas                                                                                  | 60                      | Campus de Espinardo                                                             |
| Facultad de Matemáticas                  |                                                                   | DTIE de Grado en Matemáticas + Grado en Ingeniería Informática                                        | 30                      | Campus de Espinardo                                                             |
| Facultad de Matemáticas                  |                                                                   | DTIE de Grado en Matemáticas + Grado en Ingeniería Informática                                        | 30                      | Campus de Espinardo                                                             |
| Facultad de Matemáticas                  |                                                                   | DTIE de Grado en Matemáticas + Grado en Física                                                        | 10                      | Campus de Espinardo                                                             |
| Facultad de Matemáticas                  |                                                                   | DTIE de Grado en Matemáticas + Grado en Física                                                        | 10                      | Campus de Espinardo                                                             |
| Facultad de Medicina                     |                                                                   | Grado en Medicina                                                                                     | 200                     | Campus de Ciencias de la Salud Pabellón Universitario Virgen de la Arrixaca     |
| Facultad de Medicina                     |                                                                   | Grado en Farmacia                                                                                     | 50                      | Campus de Ciencias de la Salud                                                  |
| Facultad de Medicina                     |                                                                   | Grado en Fisioterapia                                                                                 | 75                      | Campus de Ciencias de la Salud                                                  |
| Facultad de Medicina                     |                                                                   | Grado en Odontología                                                                                  | 40                      | Campus de Ciencias de la Salud Clínica Odontológica del H.G.U. Morales Meseguer |
| Facultad de Óptica y Optometría          |                                                                   | Grado en Óptica y Optometría                                                                          | 70                      | Campus de Espinardo                                                             |
| Facultad de Psicología                   |                                                                   | Grado en Psicología                                                                                   | 190                     | Campus de Espinardo                                                             |
| Facultad de Psicología                   | Grado en Logopedia                                                | 100                                                                                                   |                         | Campus de Espinardo                                                             |
| Facultad de Química                      |                                                                   | Grado en Química                                                                                      | 65                      | Campus de Espinardo                                                             |
| Facultad de Química                      | Grado en Bioquímica                                               | 70 |                         | Campus de Espinardo                                                             |
| Facultad de Química                      | Grado en Física                                                   | 70 |                         | Campus de Espinardo                                                             |
| Facultad de Química                      |                                                                   | Grado en Ingeniería Química                                                                           | 75                      | Campus de Espinardo                                                             |
| Facultad de Química                      |                                                                   | DTIE de Grado en Química + Grado en Ingeniería Química                                                | 10                      | Campus de Espinardo                                                             |
| Facultad de Química                      |                                                                   | DTIE de Grado en Química + Grado en Ingeniería Química                                                | 10                      | Campus de Espinardo                                                             |
| Facultad de Trabajo Social               |                                                                   | Grado en Trabajo Social                                                                               | 150                     | Campus de Espinardo                                                             |
| Facultad de Turismo                      |                                                                   | Grado en Turismo                                                                                      | 300                     | Paseo del Malecón                                                               |
| Facultad de Turismo                      | Grado en Relaciones Internacionales                               | 240                                                                                                   |                         | Paseo del Malecón                                                               |
| Facultad de Veterinaria                  |                                                                   | Grado en Veterinaria                                                                                  | 90                      | Campus de Espinardo                                                             |
| Facultad de Veterinaria                  |                                                                   | Grado en Ciencia y Tecnología de los Alimentos                                                        | 60                      | Campus de Espinardo                                                             |
| ISEN Formación Universitaria             |                                                                   | Grado en Relaciones Laborales y Recursos Humanos                                                      | 210                     | Centro Universitario Adscrito ISEN de Cartagena                                 |
| ISEN Formación Universitaria             |                                                                   | Grado en Educación Infantil                                                                           | 90                      | Centro Universitario Adscrito ISEN de Cartagena                                 |
| ISEN Formación Universitaria             | Grado en Educación Primaria                                       | 110                                                                                                   |                         | Centro Universitario Adscrito ISEN de Cartagena                                 |
| ISEN Formación Universitaria             | Grado en Educación Infantil + Primaria                            | 30 |                         | Centro Universitario Adscrito ISEN de Cartagena                                 |
| ISEN Formación Universitaria             |                                                                   | Grado en Seguridad Pública y Privada                                                                  | 70                      | Centro Universitario Adscrito ISEN de Cartagena                                 |

## Servicios

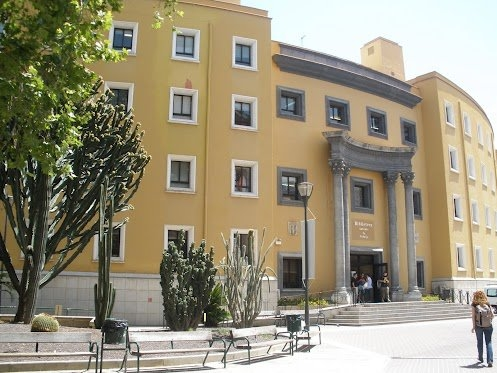
Biblioteca Antonio de Nebrija.

La Universidad de Murcia dispone de diferentes servicios:
- Servicio de Información Universitario.
- Centro de Orientación e Información al Empleo.
- Deportes.
- Atención a la Diversidad y Voluntariado
- Universidad Saludable.
- Cultura.
- Estudios Propios.
- Aula Senior.
- Universidad Internacional del Mar.
- Unidad de Innovación.
- Centro de Estudios del Próximo Oriente y la Antigüedad Tardía.
- Centro de Formación y Desarrollo Profesional.
- Acuario.
- Unidad para la Calidad.
- Biblioteca universitaria de Murcia.
- Área de Tecnologías de la Información y las Comunicaciones Aplicadas(ATICA).
- Servicio de Calidad Ambiental, Seguridad Alimentaria y Nutrición(CASAN).
- Servicio de Publicaciones, responsable de su sello editorial "Ediciones de la Universidad de Murcia".
- Servicio de Relaciones Internacionales.
- Sección de Relaciones Institucionales.
- Defensor del Universitario.
- Servicio de Idiomas.
- Unidad para la Igualdad entre Mujeres y Hombres.
- Museo Universitario.
- DigitUM.